# مطبخ هاييتي

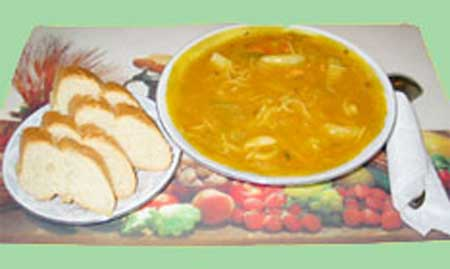
حساء جومو

يستمد المطبخ الهاييتي أصوله من مدارس طهي مختلفة تميزت بها المجموعات العرقية المتباينة التي استوطنت الجزء الغربي من جزيرة هسبانيولا على امتداد تاريخه، وهي العرقية الفرنسية والأفريقية وعرقية التاينو المحلية.

## التاريخ
رغم التشابه الكبير بين سكان هاييتي وغيرهم من سكان منطقة الكاريبي الناطقين بالفرنسية والإسبانية في جزر الأنتيل، إلا أن هناك جوانب عديدة يختلف فيها المطبخ الهاييتي عن مطابخ الدول المجاورة؛ ومن هذه الاختلافات أن المطبخ الهاييتي يتأثر في المقام الأول بالمطبخين الفرنسي والإفريقي، مع تأثيرات واضحة من طرق الطهي الإسبانية وطرق طهي التاينو المحلية. ورغم وجود أوجه تشابه مع أساليب الطهي في دول المنطقة الأخرى، إلا أن المطبخ الهاييتي يتمتع بتفرد خاص ومميز له ينجذب له العديد من زوار الجزيرة؛ إذ يستخدم الهاييتيون الخضروات واللحوم بكثرة ويستخدم الفلفل والأعشاب الحريفة المماثلة لإضفاء مذاق مميز ولكن باعتدال ودون إفراط أو تقليل.
ومع دخول الشركات الأجنبية إلى هاييتي دخلت بالتالي تأثيرات مطابخ وأذواق أجنبية أخرى إلى الثقافة المحلية بل واختلطت بها، مثلما هو الحال مثلاً مع التأثيرات الشامية التي نتجت عن هجرات عرب الشام إلى هاييتي واستقرارهم بها.
يشكل طبق الأرز بالفاصوليا (بمختلف طرق طهيه) جزءاً أساسياً من المطبخ الهاييتي على اختلاف مناطق الدولة، بحيث صار بمثابة طبق وطني هناك، وهو طعام أساسي وغني بالنشويات.